# Àustria Anterior
Àustria Anterior (alemany: Vorderösterreich, die Vorlande) fou el nom col·lectiu donat a les antigues possessions de la casa d'Habsburg a l'antic ducat de Suàbia però incloent territoris a Alsàcia a l'oest del Rin, a Voralberg, a Suïssa i Baviera. Després de la batalla de Marchfeld del 1278 els Habsburg es van desplaçar a l'Àustria. Del 1406 a 1490 l'Àustria Anterior i el comtat de Tirol junts, van ser coneguts com a Alta Àustria (Oberösterreich) que no s'ha de confondre amb el modern estat federal austríac d'Alta Àustria.

## Història
Inicialment la formava el Sundgau amb Belfort i la regió adjacent de Brisgau (Brisgòvia) a l'est del Rin (incloent-hi Friburg de Brisgòvia des de 1368) i un gran nombre de petits territoris dispersos a través de Suàbia, destacant el marcgraviat de Burgau entre Augsburg i Ulm. Els territoris dels Habsburg a Voralberg foren considerats generalment com a part d'Àustria Anterior; els territoris originals dels Habsburg, l'Aargau (Argòvia) amb el castell d'Habsburg i moltes altres possessions originals dels Habsburg al sud de l'alt Rin i del llac de Constança es van perdre al segle xiv amb l'expansió de la confederació helvètica després de les batalles de Morgarten (1315) i Sempach (1386) i no foren considerades part de l'Àustria Anterior excepte el Fricktal (regió a l'entorn de Rheinfelden i Laufenburg) que va romandre dels Habsburg fins al 1797.
El tractat de Westfàlia de 1648 va transferir el Sundgau a França. A les guerres amb els otomans molts habitants de l'Àustria Anterior van ser encoratjats a emigrar per establir-se als territoris recent adquirits de Transsilvània, gent que després foren coneguts com a suabis danubians. Al segle xviii els Habsburg van adquirir alguns territoris menors a Suàbia com Tettnang el 1780. El 1790 Àustria Anterior va quedar dividida en 10 districtes (Oberämter):
- Breisgau (amb Fricktal) a Freiburg
- Offenburg: diverses localitats al modern Ortenaukreis (Offenburg no inclosa, ja que era ciutat imperial lliure)
- Hohenberg, modern Ostalbkreis, antic comtat, a Rottenburg am Neckar
- Nellenburg, antic landgraviat, a Stockach
- Altdorf (antic Vogtei Suàbia), avui Weingarten
- Tettnang, antic comtat de Montfort
- Günzburg, antic marcgraviat de Burgau
- Winnweiler, al Palatinat, antic comtat de Falkenstein
- Constança, antiga ciutat imperial
- Bregenz, modern Voralberg, administrat des de Tirol.

En la reorganització de l'Imperi durant les guerres revolucionàries, part de l'Àustria Anterior incloent Brisgòvia va passar en virtut del tractat de Luneville de 1801 a Hèrcules III d'Este, antic duc de Mòdena i Reggio, en compensació per la pèrdua dels seus estats; Hèrcules va morir dos anys després i el seu hereu fou el seu gendre, l'arxiduc Ferran d'Àustria-Este, oncle de l'emperador Francesc II. Després de la derrota austríaca a Austerlitz i la pau de Presburg de 1805, Àustria Anterior fou dissolta i els antics territoris dels Habsburg foren assignats al gran ducat de Baden, al regne de Würtemberg i al regne de Baviera com a recompensa per la seva aliança amb França. El Fricktal ja havia estat integrat a la Confederació Helvètica el 1802.
Després de la derrota de Napoleó, el Congrés de Viena de 1815 va retornar inicialment tot el Vorlande a Àustria però en les disposicions finals només li va tornar el Voralberg doncs Metternich no volia molestar als estats d'Alemanya del sud i també esperava que la renúncia als territoris austríacs prop del Rin alleujaria possibles tensions amb França.

## Governants
- Els ducs d'Àustria de 1278 a 1379
- Línia leopoldina
- Leopold III, 1379-1386
- Guillem, fill, 1386–1406
- Leopold IV l'Orgullós 1386-1411
- Els territoris leopoldians es divideixen en Àustria Interior (Caríntia, Carniola i Estíria) i Alta Àustria (Tirol i Àustria Anterior). L'Alta Àustria fou governada per:
- Frederic IV, germà petit de Guillem 1411-1439 
  - Frederic V d'Àustria i III del Sacre Imperi, nebot de Guillem, regent 1439-1446
- Segimon, fill de Frederic IV, titular 1439-1446, duc 1446–1490
- El 1490 les possessions dels Habsburg es van reunificar sota Frederic V (III emperador des de 1452).
- A la mort de Ferran I d'Habsburg el 1564, Àustria Anterior i Tirol fou heretada pel seu segon fill:
- Ferran II, 1564–1595
- Maties, 1595–1619, nebot, emperador des de 1612, amb el seu germà petit com associat
  - Maximilià III regent, 1612–1618
- El 1619 les terres dels Habsburg van quedar reunificades sota l'emperador Ferran II i va donar Àustria Ànterior al seu germà petit:
- Leopold V, 1623–1632
- Ferran Carles, fill, 1632–1662
  - sota tutela de la mare Clàudia de Mèdici, 1632–1646
- Segimon Francesc, germà 1662-1665
- El 1665 les terres dels Habsburg van quedar definitivament reunificades sota Leopold VIII i I emperador.